# Carl Grewesmühl
Carl Adolf Grewesmühl, född 16 juli 1877 i Toresunds församling, Södermanlands län, död 18 februari 1950 i Romfartuna församling, Västmanlands län, var en svensk ingenjör, godsägare och riksdagsman. 
Grewesmühl var ledamot av riksdagens första kammare från 1919, invald i Västmanlands läns valkrets. 
Han ägde Lycksta gård utanför Västerås som sonen Carl-Henrik köpte av sin far. Carl Grewesmühl var av släkten Grevesmühl.